# Prelude to War
Prelude to War (Preludio a la guerra) es el primer mediometraje dirigido por Frank Capra en la serie de cortometrajes de propaganda Why We Fight, encargados por la Oficina de Información de Guerra (OWI) y George C. Marshall. Está hecha para convencer a las tropas americanas de la necesidad de combatir en las tropas auxiliares durante la Segunda Guerra Mundial. La película se basaba en la idea de que quienes combatían estarían más dispuestos a luchar sí conocieran la razón de su participación en la guerra. Más tarde fue liberado al público americano en general.

## Trama

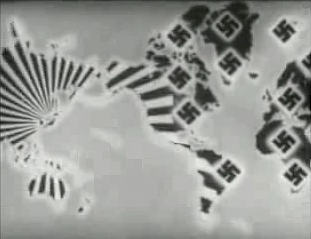
El objetivo del eje era la conquista de todo el planeta, algo que en Preludio a la guerra es mostrado así.

En un edición añadida a la película antes de su liberación pública, se agrega el comentario de Henry L. Stimson, el Secretario de  Guerra de EE. UU. en el momento, fue citado para crear confianza con la audiencia, «el propósito de estas películas es proporcionar información sobre las causas, los acontecimientos que ocurrieron hasta nuestra entrada en la guerra y los principios por los que estamos luchando».
El propósito del OWI era utilizar la comunicación de masa para "vender" la guerra y definir la percepción de los americanos sobre la realidad de esta por lo que proyectar Preludio a la guerra era uno más de estos objetivos. La película comienza con una explicación de cómo los americanos fueron a la guerra por motivos heroicos para proteger a países incapaces de protegerse a ellos mismos. América tuvo el deber de defender los valores cristianos a lo largo de la historia, según los valores y las creencias puestas fundadores.
El documental compara y contrasta diferentes situaciones para transmitir su mensaje heroico. Las imágenes utilizadas dentro de la película para retratar a los adversarios de América son presentadas por Henry Wallace, con el “mundo libre” siendo representado por el planeta brillante de los Aliados, y el “mundo de esclavos” como un planeta en sombras controlado por la potencias del eje. .
Examina las diferencias entre los EE. UU. y los estados fascistas de Benito Mussolini, Adolf Hitler e Hirohito, retratando a los últimos países como gánsteres para conquistar el mundo. Para esto, Capra utilizó imágenes de El triunfo de la voluntad, pero con diferente narración diseñada para apoyar la causa aliada.
Para atraer la atención de la audiencia se narra cómo después de que los nazis rompieran la oposición de los sindicatos y partidos políticos, volvieron la atención a su último obstáculo, la iglesia. En una escena un ventanal de una iglesia es destrozada por varios ladrillos para revelar un cartel “Heil Hitler!” en la parte de atrás. Para enfatizar esta representación de Hitler como un anticristo, una clase de niños es mostrada cantando en alemán la canción de Frederick Rex:
Adolf Hitler es nuestro Salvador, nuestro héroeÉl es el ser más noble del mundo entero.

Para Hitler vivimos,Para Hitler morimos.Nuestro Hitler es nuestro SeñorQue gobierna valiente un mundo nuevo.

## Trasfondo histórico

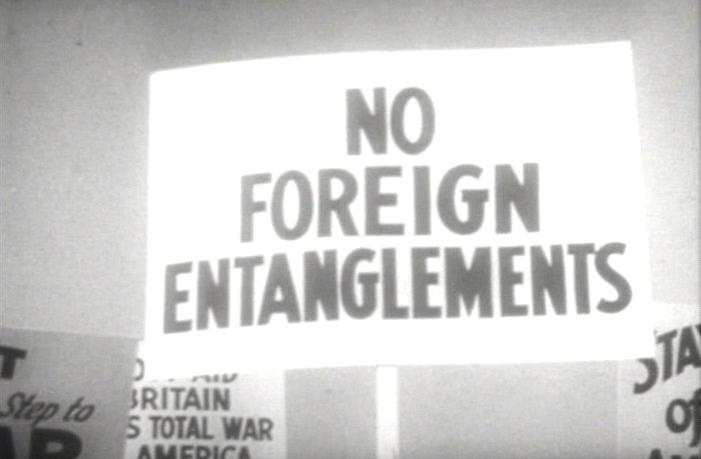
Manifestantes en una protesta reunidos bajo eslóganes como “Ningún compromiso extranjero”

En las dos décadas que siguen a la Primera Guerra Mundial y después del fracaso de la Liga de Naciones, un espíritu de aislacionismo prevalecía en los Estados Unidos, hasta el ataque en Pearl Harbor. Esto planteó un serio obstáculo al apoyo a la guerra porque los estadounidenses no experimentaban ninguna sensación de unidad con las otras naciones del planeta, específicamente con Europa. En un esfuerzo por disipar esta forma de pensar aislacionista, se produjo Preludio a la guerra para alentar el entusiasmo e interés de tropas de EE. UU. para la lucha internacional.
En la película se muestran los distintos puntos de vista de los ciudadanos americanos sobre la guerra a través de entrevistas con civiles. En respuesta a si América tendría que involucrarse en la guerra o no entrar en ella, se respondía con frases como "pienso que tendríamos que mantenernos fuera de ella" o "no significan nada para nosotros". La película argumenta que, contrariamente a la opinión pública del momento, los problemas de los Estados Unidos «siempre dependieron y siempre dependerán de los problemas del mundo entero y nuestra paz llegará cuando haya paz para todos».
La película señalaba la invasión japonesa de Manchuria  como fecha de inicio de la Segunda Guerra Mundial. «Recordad aquella fecha: el 18 de septiembre de 1931 es una fecha que tendrás que recordar, así como el 7 de diciembre de 1941. En aquel día de 1931 empezó la guerra que ahora estamos librando. Sabíamos que los agresores tendrían que ser detenidos pero era imposible convencer al hombre medio de que "tendría que ir a la guerra por una cabaña de barro en Manchuria."»  Después de la invasión de China por Japón la película pregunta sobre los aliados de Japón diciendo que mientras Hitler no fue a la guerra,  Mussolini tuvo que ir a la guerra que había prometido librar, «así de viejo es el truco de una guerra extranjera para desviar la atención de los problemas en casa». Entonces la película pasa a describir la invasión a Etiopía por parte de Italia y cómo «no nos habíamos dado cuenta de que la paz para nosotros implica la paz para todos», y termina diciendo que hablarían en su próxima película sobre Hitler.

## Importancia en la Guerra
El Ejército de EE. UU. utilizó Preludio a la guerra como una manera de adoctrinar a los soldados antes de que fueran enviados a los frentes de combate. Con anterioridad al despliegue, era obligatorio para todo soldado de EE. UU. ver la película. El objetivo cuando fue mostrada al público general era unificar el país y hacer entender que todo el mundo tendría que cumplir con su parte en la guerra. Las películas producidas por Capra inspiraron a la sociedad de su tiempo a movilizarse como nación y en torno a su país, sus tropas y su presidente.
La serie de películas era una herramienta útil para motivar y aumentar el apoyo público para la guerra. Fueron tan bien recibidas que el 4 de marzo de 1943 la Academia de Artes y Ciencias Cinematográficas otorgó un Óscar a Capra por Preludio a la guerra como mejor documental de 1942, ilustrando cómo el gobierno trasmitió exitosamente su mensaje de unidad nacional a la ciudadanía estadounidense a través de la cultura popular.